# Відеоігри в Японії
Відеоігри в Японії почали зароджуватися в 1950-х роках. Згодом вплив японського ринку на світову індустрію відеоігор значно поширився.

## Загальний огляд
Відеоігри в Японії почали зароджуватися з 1950-х років. У 1983 внутрішній ігровий ринок Японії постійно збільшувався, і в 1997 році його обсяг досяг 750 мільярдів ієн. Показник цього року став пікової величиною, а в 2013 році його величина вже скоротилася до 400 мільярдів. Частка Японії на світовому ігровому ринку не перевищує тринадцяти відсотків.
Реалістичність ігрового середовища сприяла успіху на зарубіжних ринках, і в першу чергу на ринку США. Однак в Японії справа йде зовсім інакше. Японський ігровий ринок критичний в своїй оцінці функціональних пристроїв для ігор. Причина полягає в тому, що японські споживачі схильні недолюблювати фотографічну реалістичність зображень.

## Історія

### Зародження:1950-1970-ті роки
1952 рік. Компанія Standard Games перейменована в «Service Games of Japan» (SEGA), а її головний офіс переміщений з Гонолулу в Токіо. Розвиток індустрії в Японії продовжився в 1973 році. У березні Кагемаса Козукі, власник фірми «Konami», яка займалася виробництвом та ремонтом музичних автоматів, паралельно починає виробництво аркадних автоматів. Через два місяці братами Кудо засновується фірма Hudson Soft, яка спочатку займається продажем телекомунікаційних пристроїв. Наступного року Namco купує японський підрозділ Atari та формально входить на ринок аркадних відеоігор.
У 1975 році Midway випустила Gun Fight, першу відеогру на мікропроцесорі та першу аркаду, яка розроблювалася у Японії та потім видана у США. Taito створила оригінальну японську версію гри — «Western Gun», яка використовувала TTL, а «Dave Nutting Associates» успішно перенесла її на мікропроцесор Intel 8080.
На ринок входить Nintendo і випускає Color TV Game 6, яка являє собою шість варіацій консолі з грою Light Tennis (клон Pong). Mitsubishi, партнер Nintendo, виробляє більшість системних компонентів.
У червні 1978 Taito Corporation випускає в Японії аркаду Space Invaders.

### Розквіт:1980-1990-ті роки
Лідерами ігрової індустрії в Японії на початку 1980-х років були Nintendo і Namco. Остання створила гру, яка стала головним проривом - Pac-Man. Тору Іватані розроблював протягом вісімнадцяти місяців. В оригіналі вона називалася pakku-man (яп. パックマン). Ця назва походить від японського описового вислову «паку-паку таберу» (яп. パクパク 食べる, кириліз.: «їсти, відкушувати, багаторазово широко розкриваючи рот та закриваючи його»). Часто згадується, що до Іватани прийшло натхнення від шматочка піци. В інтерв'ю 1986 рік а він зазначив, що це було наполовину правдою: Іватані округлив ієрогліф куті (яп. 口 «рот») як символ поїдання і надав йому подобу рота.
Іватані спробував зробити гру цікавою для більш широких верств населення, крім звичайних підлітків, тому він додав в гру елемент лабіринту. В результаті гра отримала назву PUCK MAN. Коли гра з'явилася в Японії в 1979, вона отримала байдужий відгук, оскільки ігри на зразок Space Invaders або Defender були набагато популярніші.
Однак у наступному році за гру взялася компанія Midway з США. Гра стала називатися Pac-Man через те, що назва PUCK MAN було занадто близько до лайки (англ. FUCK), і вандали могли легко його змінити, що погубило б гру на корені. Проте в Європі можна знайти як автомати Pac-Man, так і PUCK MAN.
Американська публіка добре зустріла гру, яка дала альтернативу Space Invaders, що виразилося в безпрецедентній популярності і доході, що перевершила свого успішного попередника. Навіть Іватани був здивований продажами в США. Гра незабаром стала загальносвітовим явищем в відеоіндустрії, були випущені численні продовження, стиль гри часто копіювався, але ніхто з клонів не міг перевершити оригінал.
Коли Midway випустила Pac-Man в США, компанія також змінила дизайн ігрових автоматів. Стиль Namco був дорожчий і менше підходив американському ринку. PUCK MAN був пофарбований у білий колір, на ньому були різнокольорові малюнки. Pac-Man був пофарбований у жовтий колір, малюнки були простими і легко запам'ятовуваними. Виробники відеоігор були вражені успіхом цієї відеогри. Її популярність перевищила рейтинг Asteroids, аркади з гігантськими продажами. Автомати Pac-Man розійшлися в кількості 350 000 екземплярів. Гра була настільки популярна, що на її основі народилося безліч підробок на початку 80-х.
Унікальний ігровий дизайн змушував виробників ігор переглянути ідею нескінченних інопланетних навал. Введений в Pac-Man елемент гумору дозволив грі відповідати інтересам більш широких верств населення. Інтерес підлітків до Pac-Man перевищив інтерес до шутера.
До кінця 1980-х зусилля музичної індустрії призвели до зниження вартості CD-приводів, що, в свою чергу, зробило їх доступними для комп'ютерів. У лютому 1989 року в Японії надійшов у продаж перший комп'ютер з CD-приводом - FM Towns компанії Fujitsu. З точки зору ігрової індустрії компакт-диски було дешевше виробляти, ніж катриджі, та вміщали к 600 разів більше даних, ніж дискети, і приблизно в 300 разів більше, ніж картриджі. На початок 1990-х деякі відеоігри для ПК випускалися на 10-и дискетах, не в змозі вміщувати такі матеріали, як високоякісна музика чи відеокліпи.
У 1982 було випущено Night Life — ілюстрований довідник з сексу для комп'ютера NEC РС-8801, який не був грою, але отримав велику популярність. Разом з проникненням до країни текстових квестів, як Mystery House, це спонукало до створення пригодницьких еротичних відеоігор, які через свою спрямованість випускалися тільки в межах Японії. Наприкінці 1980-х занепокоєння їх поширенням стало приводом до створення Computer Software Rinri Kiko, організації, яка стала слідкувати за змістом інтерактивних творів.
У той час як японські творці ігор для ПК освоювали нові жанри, Nintendo працювала над запуском нової консолі. Інженерові Масаюкі Уемура було доручено розробити консоль, яка б випередила конкурентів і була досить дешевою. Уемура розробив Family Computer (Famicom) з клавіатурою, дисководом і модемом, але для дешевизни у 1983 переробив її на картриджну консоль з ігровим контролером, оснащеним хрестовиною. Сенс новинки був не в продажі консолі, а різноманітних ігор до неї, створюваних сторонніми компаніями. Nintendo вимагала у своїх партнерів авансові платежі на виробництво картриджів, забираючи собі прибуток з продажів і залишаючи за собою право накладати вето на випуск будь-якої гри. До 1985 року 17 ігрових компаній отримали від Nintendo ліцензії на створення ігор для Famicom.
Nintendo випустила відеоігри, які отримали велику популярність і стали обличчям індустрії: The Legend of Zelda і Super Mario Bros.
Sega випускає на японський ринок телевізійну гральну консоль Sega Mega Drive. Nintendo випустила Game Boy, першу кишенькову консоль з картриджами.
Японський ринок сильно впливав на світову ігрову індустрію. Наприкінці 1980-х Sega слабо конкурувала з Nintendo і її гра Sonic The Hedgehog (1991) стала результатом внутрішнього змагання між розробниками компанії в спробі створити нового персонажа, талісмана Sega. Цей персонаж, Їжак Сонік, не був сприйнятий, оскільки жителі Японії та США взагалі мало знали про цю тварину, але сама гра, яка вирізнялася швидкісним ігровим процесом, стала найпопулярнішою для приставки Genesis. З іграми Final Fight і Street Fighter II відродилася індустрія аркадних автоматів. З появою 16-бітових консолей протистояння між Nintendo і Sega підняло споживчі очікування щодо якості відеоігор і призвело до зростання витрат на розробку. Через це компанії стали обмежувати творчу свободу і ретельніше слідкувати за якістю своєї продукції. Постало питання про введення тривимірної графіки на приставках. В 1994 році в Японії вийшли Sega Saturn і Sony PlayStation, які стали конкурувати на ринку США і Європи.
Перевагу PlayStation над Nintendo значною мірою забезпечила гра Final Fantasy VII (1997), яку було вирішено випускати на дисках, а не картриджах нової приставки Nintendo 64. Гра стала першою японською рольовою грою, яка добилася успіху за кордоном. Ігри як The Legend of Zelda: Ocarina of Time і Golden Eye 007 дозволили продати близько 30 млн. примірників Nintendo  64, але це була невелика кількість проти продажів PlayStation. Sega в цій боротьбі втратила частку ринку і в 1998 припинила випуск Saturn. Відеоігри завдяки продуктам Sony остаточно стали сприйматися як повноцінна частина популярної культури, а не просто розвага.
Попри збитки в 242 млн. доларів, Sega повернулася на ринок з приставкою Dreamcast. Sega оснастила приставку численними аксесуарами і модемом, щоб просунути свою рольову гру Phantasy Star Online, яка відрізнялась від тодішніх багатокористувацьких онлайн-ігор, як Ultima Online спрямованістю на співпрацю гравців. Але, незважаючи на всю амбіційність і креативність, Dreamcast не стала досить успішною, компанія повернулася до ролі видавця ігор.

## Головні відеоігри
| Гра                 | Розробник         | Рік  |
| ------------------- | ----------------- | ---- |
| Gun Fight           | Midway Games      | 1975 |
| Space Invaders      | Taito Corporation | 1978 |
| Pac-Man             | Namco             | 1980 |
| Super Mario Bros    | Nintendo          | 1985 |
| The Legend of Zelda | Nintendo          | 1986 |
| Final Fantasy       | Nintendo          | 1987 |
| Sonic the Hedgehog  | Sega              | 1991 |

## Японська рольова гра
Японська рольова гра — термін, застосовуваний щодо рольових відеоігор, які мають особливості, що дозволяють протиставляти їх рольовим відеоіграм «західного зразка».
Першою грою жанру JRPG вважається Dragon Quest, яка породила безліч продовжень і наслідувань. До відомих японських рольових ігор відносяться популярні серії Final Fantasy, Pokemon та ін. Чітких особливостей стилістики або ігрового процесу, притаманних виключно JRPG, не існує. Зазвичай вважається, що для таких ігор характерна стилістика аніме і манґи, типові для них типи персонажів, а випускаються JRPG переважно для гральних консолей.
З розвитком ігрової індустрії в інших країнах Азії, особливо Південній Кореї та Китаї, замість терміну JRPG став поширюватися «Східна рольова відеогра» (англ. Eastern role-playing video games). Багато критиків схиляються до думки, що JRPG можуть називатися тільки старі ігри 1980-2000-х років, коли суто японські знахідки в жанрі не вийшли за межі Японії. В рольових іграх 2000-2010-х через численні взаємовпливи не існує чітких критеріїв, які дозволяли б вважати їх «східними» чи «західними».